# Domitia Lucilla Minor
Domitia Lucilla Minor, död mellan 155 och 161, var en romersk aristokrat och affärsidkare. 
Hon var dotter till patriciern Publius Domitius Calvisius Tullus Ruso och Domitia Lucilla Maior. Hon gifte sig med Marcus Annius Verus (död 124) samt blev mor till Marcus Aurelius och fostermor till Didius Julianus. 
Domitia Lucilla Minor ärvde en betydande förmögenhet av sin mor. Detta inkluderade en tegelfabrik som levererade byggnadsmaterial till hela medelhavsområdet, även till Colosseum och Pantheon i Rom. 